# Laguatan
Els laguatan eren una confederació tribal amaziga que vivia a la zona de la Cirenaica en època tardoromana. En general la historiografia moderna els considera una tribu nòmada saltejadora, però hi ha autors que els consideren un grup de saltejadors sedentari.
Apareixen per primera vegada a la fi del segle iii, quan els primers grups van començar a migrar cap a l'oest partint del desert de Líbia. Sota el nom d'Austuriani (que probablement és era el nom de la subtribu dominant) es registren com a saltejadors de la Cirenaica i Tripolitània al segle iv, i entorn del 520, sota el lideratge de Cabaó, van aconseguir una important victòria sobre els vàndals, dels quals n'obtingueren independència efectiva. El 540 van tenir un paper important en les guerres tribals contra els romans d'Orient, fins que finalment foren derrotats per Joan Troglita. Procopi de Cesarea (Guerra Vandàlica II.21.2 & II.28.47) els anomena leuates (llatí: Leuathae, grec: Λευάθαι), mentre que Corip els anomena ilaguas i laguantan. Segons Corip encara eren pagans, i adoraven Gurzil, a qui identificaven com a fill Amun i d'una vaca (Iohannis II.109–110).
Durant l'edat mitjana islàmica, Ibn Khaldun esmenta un grup tribal conegut amb el nom de Lawata o Louata, el qual s'estenia dels oasis del desert occidental d'Egipte fins a la Cirenaica, Tripolitània al sud i centre de Tunísia i l'est d'Algèria. Sens dubte es tracta del mateix poble.